# Черевики рибалки (роман)
Черевики рибалки — політико-фантастичний роман про наближене майбутнє австралійського письменника Морріса Веста, вперше опублікований у 1963 році.
У романі йдеться про обрання українського папи та є розбором політики Ватикану. Вест описує Кирила Павловича Лакоту, якого попередній Папа висвячує на кардинала in pectore, надихається життям двох українських католицьких єпископів: кардинала Йосифа Сліпого та єпископа Григорія Лакоти. Й.Сліпий був звільнений адміністрацією Микити Хрущова із сибірського ГУЛАГу в 1963 році, в рік публікації роману, після політичного тиску з боку папи Івана XXIII і президента США Джона Ф. Кеннеді. Сліпий прибув до Риму вчасно для участі у Другому Ватиканському Соборі. Лакота помер у 1950 році в радянському ГУЛАГу. Підсюжет розповідає про стосунки Кирила з суперечливим теологом і вченим отцем Телемондом. Багато характеристик отця Телемонда були засновані на суперечливому французькому палеонтологові — єзуїті П'єрі Тейярі де Шардені.
Книга випадково була опублікована 3 червня 1963 року, у день смерті папи Івана XXIII. 30 червня 1963 року книжка посіла перше місце в списку бестселерів для дорослих за версією The New York Times, а за даними Publishers Weekly, стала першим у списку бестселерів у Сполучених Штатах того року. У сюжеті Кирило Лакота, головний герой і архієпископ Львівський, був створений кардиналом з титулом святого Атанасія. У 1965 році Йосифа Сліпого, архієпископа (пізніше Верховного Архиєпископа) Львівського, Папа Павло VI проголосив кардиналом з титулом Сант'Атанасіо (Святого Атанасія).
Кіноверсія режисера Майкла Андерсона вийшла на екрани в 1968 році.